# Iwan Kiriłłow
Iwan Andrejewicz Kiriłłow (ros. Иван Андреевич Кириллов) (ur. 13 grudnia 1996 w Moskwie) – rosyjski biegacz narciarski.

## Kariera
Po raz pierwszy na arenie międzynarodowej pojawił się w 25 grudnia 2013 roku, podczas zawodów Pucharu Europy Wschodniej (Eastern Europe Cup) w rosyjskiej miejscowości w Krasnogorsk, gdzie zajął 151. miejsce na dystansie 15 km stylem klasycznym.
W Pucharze Świata zadebiutował 20 stycznia 2018 roku w Planicy, gdzie uplasował się na 28. miejscu w sprincie stylem klasycznym. Pierwsze pucharowe punkty wywalczył 20 stycznia 2018 roku podczas debiutu w Pucharze Świata.

## Osiągnięcia

### Mistrzostwa świata młodzieżowców (do lat 23)
| Miejsce | Dzień       | Rok  | Miejscowość    | Konkurencja                            | Czas biegu  | Strata      | Zwycięzca          |
| ------- | ----------- | ---- | -------------- | -------------------------------------- | ----------- | ----------- | ------------------ |
| 16.     | 31 stycznia | 2017 | Soldier Hollow | Sprint stylem klasycznym               | 3:32,78 min | —           | Fredrik Riseth     |
| 32.     | 29 stycznia | 2018 | Goms           | Sprint stylem dowolnym                 | 2:56,3 min  | —           | Erik Valnes        |
| 16.     | 31 stycznia | 2018 | Goms           | 15 km stylem klasycznym                | 36:28,3 min | +1:56,3 min | Mattis Stenshagen  |
| 9.      | 2 lutego    | 2018 | Goms           | 30 km bieg łączony                     | 1:18:14,9 h | +2:17,5 min | Dienis Spicow      |
| 16.     | 21 stycznia | 2019 | Lahti          | Sprint stylem klasycznym               | 3:21,14 min | —           | Erik Valnes        |
| 2.      | 25 stycznia | 2019 | Lahti          | 30 km stylem klasycznym (start masowy) | 1:17:19,1 h | +3,5 s      | Andriej Sobakariow |

### Mistrzostwa świata juniorów
| Miejsce | Dzień     | Rok  | Miejscowość | Konkurencja             | Czas biegu  | Strata      | Zwycięzca              |
| ------- | --------- | ---- | ----------- | ----------------------- | ----------- | ----------- | ---------------------- |
| 37.     | 23 lutego | 2016 | Râșnov      | 10 km stylem klasycznym | 28:57,8 min | +2:05,3 min | Johannes Høsflot Klæbo |
| 6.      | 25 lutego | 2016 | Râșnov      | 15 km stylem dowolnym   | 31:19,1 min | +38,8 s     | Iwan Jakimuszkin       |
| 2.      | 26 lutego | 2016 | Râșnov      | Sztafeta 4×5 km         | 43:07,5 min | +47,7 s     | Norwegia               |

### Uniwersjada
| Miejsce | Dzień    | Rok  | Miejscowość | Konkurencja                            | Czas biegu  | Strata  | Zwyciężczyni          |
| ------- | -------- | ---- | ----------- | -------------------------------------- | ----------- | ------- | --------------------- |
| 3.      | 3 marca  | 2019 | Krasnojarsk | 10 km stylem klasycznym                | 26:00,6 min | +18,2 s | Iwan Jakimuszkin      |
| 3.      | 4 marca  | 2019 | Krasnojarsk | 10 km stylem dowolnym (bieg pościgowy) | 23:03,5 min | +12,0 s | Iwan Jakimuszkin      |
| 4.      | 6 marca  | 2019 | Krasnojarsk | Sprint stylem dowolnym                 | 2:49,39 min | +7,98   | Aleksandr Tierientjew |
| 1.      | 9 marca  | 2019 | Krasnojarsk | bieg sztafetowy 4×7,5 km               | 1:15:22,2 h | —       | —                     |
| DNF     | 12 marca | 2019 | Krasnojarsk | 30 km stylem dowolnym (start masowy)   | 1:10:20,9 h | —       | Naoto Baba            |

### Puchar Świata

#### Miejsca w klasyfikacji generalnej
| Sezon     | Miejsce |
| --------- | ------- |
| 2017/2018 | 81.     |

#### Miejsca w poszczególnych zawodachPucharu Świata
stan po zakończeniu sezonu 2017/2018
| Sezon 2017/2018 |                      |                      |    |                         |                            |                   |                       |                         |                         |                          |                             |                            |                           |                              |                             |     |                     |                      |                         |                      |                         |                   |                      |                     |                      |                    |                       |                       |     |        |        |        |        |        |        |        |        |        |        |        |        |        |        |        |        |        |        |        |        |        |        |        |        |        |
| Ruka 24.11 (SP C) | Ruka 25.11 (15 km C) | Ruka 26.11 (15 km F) | RT | Lillehammer 2.12 (SP C) | Lillehammer 3.12 (2×15 km) | Davos 9.12 (SP F) | Davos 10.12 (15 km F) | Toblach 16.12 (15 km F) | Toblach 17.12 (15 km C) | Lenzerheide 30.12 (SP F) | Lenzerheide 31.12 (15 km C) | Lenzerheide 1.01 (15 km F) | Oberstdorf 4.01 (15 km F) | Val di Fiemme 6.01 (15 km C) | Val di Fiemme 7.01 (9 km F) | TdS | Drezno 13.01 (SP F) | Planica 20.01 (SP C) | Planica 21.01 (15 km C) | Seefeld 27.01 (SP F) | Seefeld 28.01 (15 km F) | Lahti 3.03 (SP F) | Lahti 4.03 (15 km C) | Drammen 7.03 (SP C) | Oslo 10.03 (50 km F) | Falun 16.03 (SP F) | Falun 17.03 (15 km C) | Falun 18.03 (15 km F) | FPŚ | punkty | punkty | punkty | punkty | punkty | punkty | punkty | punkty | punkty | punkty | punkty | punkty | punkty | punkty | punkty | punkty | punkty | punkty | punkty | punkty | punkty | punkty | punkty | punkty | punkty |
| - | -                    | -                    | -  | -                       | -                          | -                 | -                     | -                       | -                       | -                        | -                           | -                          | -                         | -                            | -                           | -   | -                   | 28                   | 5                       | -                    | -                       | -                 | 59                   | -                   | -                    | -                  | -                     | -                     | -   | 48     | 48     | 48     | 48     | 48     | 48     | 48     | 48     | 48     | 48     | 48     | 48     | 48     | 48     | 48     | 48     | 48     | 48     | 48     | 48     | 48     | 48     | 48     | 48     | 48     |
| Legenda |                      |                      |    |                         |                            |                   |                       |                         |                         |                          |                             |                            |                           |                              |                             |     |                     |                      |                         |                      |                         |                   |                      |                     |                      |                    |                       |                       |     |        |        |        |        |        |        |        |        |        |        |        |        |        |        |        |        |        |        |        |        |        |        |        |        |        |
| 1 2 3 4-10 11-30 31-100 wyniki anulowane DNF - zawodnik nie ukończył biegu LPD - zawodnik został zdublowany – - zawodnik nie wystartował TdS - Tour de Ski FPŚ - Finał Pucharu Świata RT - Ruka Triple LT - Lillehammer Tour STK - Ski Tour Kanada |                      |                      |    |                         |                            |                   |                       |                         |                         |                          |                             |                            |                           |                              |                             |     |                     |                      |                         |                      |                         |                   |                      |                     |                      |                    |                       |                       |     |        |        |        |        |        |        |        |        |        |        |        |        |        |        |        |        |        |        |        |        |        |        |        |        |        |